# Surrey
Surrey este un comitat ceremonial al Angliei.

## Orașe
- Addlestone
- Banstead
- Camberley
- Caterham
- Dorking
- Egham
- Epsom
- Esher
- Ewell
- Farnham
- Godalming
- Guildford
- Haslemere
- Horley
- Leatherhead
- Oxted
- Redhill
- Reigate
- Staines
- Sunbury-on-Thames
- Walton-on-Thames
- Weybridge
- Woking

1. ↑   http://ons.maps.arcgis.com/home/item.html?id=a79de233ad254a6d9f76298e666abb2b Lipsește sau este vid: |title= (ajutor)